# Les quatre plomes (pel·lícula de 2002)
Les quatre plomes (títol original en anglès: The Four Feathers) és una pel·lícula estatunidenco-britànica del realitzador indi Shekhar Kapur, estrenada l'any 2002. Ha estat doblada al català.

## Argument
L'any 1898, Harry Feverham, un oficial de l'imperi britànic, rebutja anar a lluitar al Sudan i abandona l'exèrcit. Sinònim de deshonor, el seu acte l'exclou immediatament de l'alta societat londinenca.
Tres dels seus amics i la seva promesa, li envien llavors 4 plomes blanques simbolitzant la covardia.
Incomprès i turmentat, Harry s'assabenta que el seu antic regiment ha caigut a les mans dels rebels sudanesos. Decideix llavors recuperar el seu honor anant a salvar els seus amics.

## Repartiment
- Heath Ledger: Harry Feversham
- Wes Bentley: Jack Durrance
- Kate Hudson: Ethne Eustace
- Djimon Hounsou: Abou Fatma
- Rupert Penry-Jones: Willoughby
- Lucy Gordon: Isabelle
- Kris Marshall: Edward Castleton
- Michael Sheen: William Trench
- James Cosmo: Coronel Sutch
- Tim Pigott-Smith: General Feversham
- Christian Coulson: el noi del tambor (no surt als crèdits)